# Phthiracarus foveoreticulatus
Phthiracarus foveoreticulatus är en kvalsterart som först beskrevs av Sandór Mahunka 1980.  Phthiracarus foveoreticulatus ingår i släktet Phthiracarus och familjen Phthiracaridae. Inga underarter finns listade i Catalogue of Life.